# Neoaphrophora tiegsi
Neoaphrophora tiegsi är en insektsart som beskrevs av William Edward China 1952. Neoaphrophora tiegsi ingår i släktet Neoaphrophora och familjen spottstritar. Inga underarter finns listade i Catalogue of Life.